# 大药剪股颖
大药剪股颖（学名：Agrostis arisan-montana var. megalandra）为禾本科剪股颖属下的一个变种。